# Offers
Offers (Sacrifício, em tradução livre) é um telefilme neerlandês de 2005 dirigido por Dana Nechushtan, e estrelado por Maryam Hassouni e Jacob Derwig. Sua pré-estreia aconteceu 29 de setembro de 2005 no Festival de Cinema Holandês em Utrecht, e foi ao ar na TV em 8 de outubro, no canal NPO 3.
Hassouni ganhou um prêmio Emmy em 2006 por seu papel neste filme.

## Sinopse
O sacrifício começa com um atentado suicida que mata a mãe de Haron. Quando o Serviço Secreto pede que ele se infiltre em uma célula terrorista secreta, o motivo decisivo para dizer sim é a vingança. Haron se vê cada vez mais inevitavelmente preso em uma teia de interesses conflitantes.

## Elenco
- Jacob Derwig		...	Haron Nasrallah
- Maryam Hassouni	...	Laila al Gatawi
- Sabri Saad El-Hamus	...	Mokhtar (como Sabri Saad El Hamus)
- Mimi Ferrer	...	Alisha al Gatawi
- Mark Scholten	...	Peter
- Tygo Gernandt	...	Kevin
- Aus Greidanus	...	Stokvis
- Ricky Koole	...	Lidy
- Susan Radder	...	Dora
- Emma Radder	...	Sanne

## Prêmios
| Ano  | Prémio             | Categoria                      | Resultado |
| ---- | ------------------ | ------------------------------ | --------- |
| 2006 | Emmy Internacional | Melhor Atriz (Maryam Hassouni) | Venceu    |